# Rotterdam Open 2019 - Doppio
Il doppio del Rotterdam Open 2019 è stato un torneo di tennis facente parte dell'ATP World Tour 2019.
Pierre-Hugues Herbert e Nicolas Mahut erano i detentori del titolo, ma non hanno preso parte a questa edizione del torneo.
Il torneo è stato vinto da Jérémy Chardy e Henri Kontinen, che hanno sconfitto in finale Jean-Julien Rojer e Horia Tecău con il punteggio di 7–6(5), 7–6(4).

## Teste di serie
1. Oliver Marach /  Mate Pavić (primo turno)
2. Łukasz Kubot /  Marcelo Melo (primo turno)

1. Raven Klaasen /  Michael Venus (primo turno)
2. Marcel Granollers /  Nikola Mektić (semifinale)

## Qualificati
1. Sander Arends /  David Pel (primo turno)

### Lucky loser
1. Nikoloz Basilašvili /  Matthew Ebden (primo turno)

1. Austin Krajicek /  Artem Sitak (primo turno)

## Wildcard
1. Robin Haase /  Matwé Middelkoop (quarti di finale)

1. Wesley Koolhof /  Jürgen Melzer (quarti di finale)

## Tabellone

### Legenda
| - Q = Qualificato - WC = Wild card - LL = Lucky loser | - ALT = Alternate - SE = Special Exempt - PR = Protected Ranking | - w/o = Walkover - r = Ritirato - d = Squalificato |

|  | Primo turno            | Primo turno                | Primo turno           | Primo turno | Primo turno |  |  | Quarti di finale         | Quarti di finale           | Quarti di finale           | Quarti di finale           | Quarti di finale |   |     | Semifinali          | Semifinali          | Semifinali          | Semifinali        | Semifinali        |    |    | Finale | Finale | Finale | Finale | Finale |  |
|  |                        |                            |                       |             |             |  |  |                          |                            |                            |                            |                  |   |     |                     |                     |                     |                   |                   |    |    |        |        |        |        |        |  |
|  | 1                      | O Marach M Pavić           | 3                     | 7           | [3]         |  |  |                          |                            |                            |                            |                  |   |     |                     |                     |                     |                   |                   |    |    |        |        |        |        |        |  |
|  |                        | I Dodig É Roger-Vasselin   | 6                     | 65          | [10]        |  |  | I Dodig É Roger-Vasselin | I Dodig É Roger-Vasselin   | 6                          | 2                          | [9]              |   |     |                     |                     |                     |                   |                   |    |    |        |        |        |        |        |  |
|  | J Chardy H Kontinen    | J Chardy H Kontinen        | 2                     | 6           | [10]        |  |  | J Chardy H Kontinen      | J Chardy H Kontinen        | 4                          | 6                          | [11]             |   |     |                     |                     |                     |                   |                   |    |    |        |        |        |        |        |  |
|  | B McLachlan J-L Struff | B McLachlan J-L Struff     | 6                     | 3           | [5]         |  |  |                          |                            |                            |                            |                  |   |     |                     | J Chardy H Kontinen | 63                  | 6                 | [10]              |    |    |        |        |        |        |        |  |
|  | 4                      | M Granollers N Mektić      | M Granollers N Mektić | 7           | 6           |  |  |                          |                            | 4                          | M Granollers N Mektić      | 7                | 4 | [6] |                     |                     |                     |                   |                   |    |    |        |        |        |        |        |  |
|  | Q                      | S Arends D Pel             | S Arends D Pel        | 5           | 4           |  |  | 4                        | M Granollers N Mektić      | M Granollers N Mektić      | M Granollers N Mektić      | w/o              |   |     |                     |                     |                     |                   |                   |    |    |        |        |        |        |        |  |
|  |                        | P Kohlschreiber F Verdasco | 7                     | 3           | [10]        |  |  |                          | P Kohlschreiber F Verdasco | P Kohlschreiber F Verdasco | P Kohlschreiber F Verdasco |                  |   |     |                     |                     |                     |                   |                   |    |    |        |        |        |        |        |  |
|  | LL                     | A Krajicek A Sitak         | 5                     | 6           | [7]         |  |  |                          |                            |                            |                            |                  |   |     | J Chardy H Kontinen | J Chardy H Kontinen | J Chardy H Kontinen | 7                 | 7                 |    |    |        |        |        |        |        |  |
|  | LL                     | N Basilašvili M Ebden      | N Basilašvili M Ebden | 3           | 4           |  |  |                          |                            |                            |                            |                  |   |     |                     |                     | J-J Rojer H Tecău   | J-J Rojer H Tecău | J-J Rojer H Tecău | 65 | 64 |        |        |        |        |        |  |
|  |                        | J-J Rojer H Tecău          | J-J Rojer H Tecău     | 6           | 6           |  |  |                          | J-J Rojer H Tecău          | J-J Rojer H Tecău          | 6                          | 6                |   |     |                     |                     |                     |                   |                   |    |    |        |        |        |        |        |  |
|  | WC                     | W Koolhof J Melzer         | W Koolhof J Melzer    | 6           | 6           |  |  | WC                       | W Koolhof J Melzer         | W Koolhof J Melzer         | 1                          | 2                |   |     |                     |                     |                     |                   |                   |    |    |        |        |        |        |        |  |
|  | 3                      | R Klaasen M Venus          | R Klaasen M Venus     | 4           | 4           |  |  |                          |                            |                            |                            |                  |   |     | J-J Rojer H Tecău   | J-J Rojer H Tecău   | 3                   | 6                 | [10]              |    |    |        |        |        |        |        |  |
|  |                        | D Inglot F Škugor          | 7                     | 3           | [4]         |  |  |                          |                            | R Ram J Salisbury          | R Ram J Salisbury          | 6                | 2 | [7] |                     |                     |                     |                   |                   |    |    |        |        |        |        |        |  |
|  | WC                     | R Haase M Middelkoop       | 67                    | 6           | [10]        |  |  | WC                       | R Haase M Middelkoop       | R Haase M Middelkoop       | 64                         | 4                |   |     |                     |                     |                     |                   |                   |    |    |        |        |        |        |        |  |
|  |                        | R Ram J Salisbury          | R Ram J Salisbury     | 6           | 7           |  |  |                          | R Ram J Salisbury          | R Ram J Salisbury          | 7                          | 6                |   |     |                     |                     |                     |                   |                   |    |    |        |        |        |        |        |  |
|  | 2                      | Ł Kubot M Melo             | Ł Kubot M Melo        | 4           | 62          |  |  |                          |                            |                            |                            |                  |   |     |                     |                     |                     |                   |                   |    |    |        |        |        |        |        |  |

## Qualificazione

### Teste di serie
1. Austin Krajicek /  Artem Sitak (ultimo turno, lucky loser)

1. Sander Arends /  David Pel (qualificati)

### Qualificati
1. Sander Arends /  David Pel

#### Lucky loser
1. Austin Krajicek /  Artem Sitak

1. Nikoloz Basilašvili /  Matthew Ebden

### Tabellone qualificazioni
|  | Primo turno | Primo turno                       | Primo turno | Primo turno | Primo turno |  |  | Ultimo turno | Ultimo turno                | Ultimo turno                | Ultimo turno | Ultimo turno |  |
|  |             |                                   |             |             |             |  |  |              |                             |                             |              |              |  |
|  | 1           | Austin Krajicek Artem Sitak       | 6           | 5           | [10]        |  |  |              |                             |                             |              |              |  |
|  |             | Fabrice Martin Gilles Simon       | 3           | 7           | [8]         |  |  | 1            | Austin Krajicek Artem Sitak | Austin Krajicek Artem Sitak | 65           | 3            |  |
|  |             | Nikoloz Basilašvili Matthew Ebden | 2           | 7           | [3]         |  |  | 2/WC         | Sander Arends David Pel     | Sander Arends David Pel     | 7            | 6            |  |
|  | 2/WC        | Sander Arends David Pel           | 6           | 64          | [10]        |  |  |              |                             |                             |              |              |  |